# Кокон: Возвращение
«Кокон: Возвращение» (англ. Cocoon: The Return) — фантастический фильм 1988 года, продолжение фильма «Кокон» в 1985 году.

## Сюжет
Забавные старички, улетевшие с инопланетянами, возвращаются, чтобы закончить кое-какие дела и помочь своим друзьям спасти пришельца, который был найден землянами в подводном коконе. Кокон поместили в океанографический институт, где из-за уникальных телепатических способностей он стал объектом пристального внимания военных.

## В ролях
- Дон Амичи — Арт Селвин
- Уилфорд Бримли — Бен Лакетт
- Хьюм Кронин — Джо Финли
- Брайан Деннехи — Уолтер
- Джек Гилфорд — Берни Лефковитц
- Стив Гуттенберг — Джек Боннер
- Тэхни Уэлч — Китти
- Морин Стэплтон — Мэри Лакетт
- Джессика Тэнди — Алма Финли
- Гвен Вердон — Бесс МакКарти
- Кортни Кокс — Сара
- Элейн Стритч — Руби Финберг
- Линда Харрисон — Сьюзан
- Баррет Оливер — Дэвид

## Отзывы
В основном фильм получил негативные отзывы. Роджер Эберт из Chicago Sun-Times поставил фильму две с половиной звезды из четырех возможных, сказав: "Да, исполнение замечательное, и да, было приятно вновь увидеть этих персонажей, но это собственно всё. Те кто смотрел фильм «Кокон», смогут увидеть, как все прощаются во второй раз". На Rotten Tomatoes, агрегаторе рецензий, рейтинг одобрения фильма составляет 31% на основе 13 рецензий; средняя оценка - 4,50/10. На сайте Metacritic фильм получил оценку 45 из 100, основанную на 13 отзывах критиков, что указывает на "смешанные или средние отзывы". Зрители, опрошенные CinemaScore, дали фильму среднюю оценку "B+" по шкале от A+ до F.